# Schieder-Schwalenberg

Schieder-Schwalenberg est une ville de Rhénanie-du-Nord-Westphalie (Allemagne), située dans l'arrondissement de Lippe, dans le district de Detmold, dans le Landschaftsverband de Westphalie-Lippe.

## Quartiers
| Quartier                 | Habitants (2007) | Quartiers de Schieder-Schwalenberg |
| ------------------------ | ---------------- | ---------------------------------- |
| Brakelsiek               | 1.086            | Quartiers de Schieder-Schwalenberg |
| Lothe                    | 1.272            | Quartiers de Schieder-Schwalenberg |
| Ruensiek avec Kreienberg | 108              | Quartiers de Schieder-Schwalenberg |
| Schieder avec Glashütte  | 4.292            | Quartiers de Schieder-Schwalenberg |
| Schwalenberg             | 1.669            | Quartiers de Schieder-Schwalenberg |
| Siekholz                 | 486              | Quartiers de Schieder-Schwalenberg |
| Wöbbel                   | 1.093            | Quartiers de Schieder-Schwalenberg |

## Personnalités liées à la ville
- Johann Christian Lünig (1662-1740), historien né à Schwalenberg.
- Gottfried Treviranus (1891-1971), homme politique né à Schieder.
- Hans Hüneke (1934-2015), athlète né à Schwalenberg.